# Boy Meets Girl
Boy Meets Girl är en amerikansk popduo som bildades 1982 med keyboardisten och sångaren George Merrill och sångerskan Shannon Rubicam, och som 1988 nådde stora framgångar med låten Waiting For a Star to Fall. Gruppmedlemmarna är också kända för att ha komponerat Whitney Houstons How Will I Know och I Wanna Dance With Somebody (Who Loves Me).

## Diskografi
Album
- Boy Meets Girl (1985)
- Reel Life (1988)
- New Dream (1990)
- The Wonderground (2003)

Singlar
- 1985 - Oh Girl (#39 på Billboard Hot 100)
- 1985 - The Touch
- 1986 - Heartbreaker
- 1988 - Waiting for a Star to Fall (#5 på Billboard Hot 100, #1 på Billboard Adult Contemporary)
- 1989 - Bring Down the Moon (#49 på Billboard Hot 100, #28 på Billboard Adult Contemporary)
- 1989 - Stormy Love
- 1991 - Waiting for a Star to Fall (återutgåva)